# Tumbleweed Connection
Tumbleweed Connection -En español: Conexión Estepicursor o Conexión Tumbleweed- es el tercer álbum de estudio del artista británico Elton John, lanzado el 30 de octubre de 1970 por DJM Records, y en los Estados Unidos en 1971, por Uni Records. Es frecuentemente citado como uno de los mejores trabajos del músico británico.
Producido por Gus Dudgeon, el disco llegó al puesto número 6.º en los charts del Reino Unido y al puesto 5.º en la lista estadounidense de Billboard 200. También fue certificado con disco de oro en marzo de 1971, apenas 2 meses después de su publicación, y uno de platino en 1988 por la RIAA.
El álbum se caracteriza por ser un disco conceptual sobre temas frecuentes de la cultura agreste estadounidense, por lo que los géneros predominantes del mismo son el country y la americana, pero adaptados al estilo arquertípico de John. 
Varios de sus temas han sido versionados por otros artistas, como Rod Stewart, Sting, David Bowie, Olivia Newton-John, Mariane Faithfull, y Keith Urban, además de aparecer en créditos de películas.

## Grabación
El coguionista Bernie Taupin dijo sobre el álbum: "Todo el mundo piensa que fui influenciado por Americana y por ver Estados Unidos de primera mano, pero escribimos y grabamos el álbum antes de haber estado en los Estados Unidos. Fue totalmente influenciado por el álbum de The Band, 'Music From Big Pink', y las canciones de Robbie Robertson. Siempre me ha gustado la americana y me encantan los westerns americanos. Siempre he dicho que 'El Paso' fue la canción que me hizo querer escribir canciones, fue la combinación perfecta de melodía e historia, y pensé que aquí había algo que unía completamente los ritmos y la palabra escrita". John ha comentado: "Lírica y melódicamente, ese es probablemente uno de nuestros álbumes más perfectos. No creo que haya ninguna canción allí que no encaje melódicamente con la letra".
Las pistas básicas de tres de los títulos del álbum, "Come Down in Time", "Country Comfort" y "Burn Down the Mission", se grabaron en Trident durante las sesiones del LP anterior, Elton John, con sobregrabaciones completadas para Tumbleweed Connection. También se grabó una versión temprana de "Madman Across the Water", con Mick Ronson en la guitarra eléctrica, durante las sesiones del álbum. Fue lanzado en varios álbumes y reediciones de Tumbleweed Connection, aunque la pista finalmente se volvió a grabar para el álbum Madman Across the Water.
Dee Murray y Nigel Olsson aparecen juntos por primera vez en este álbum como la sección rítmica de "Amoreena". Olsson había tocado en una pista de Empty Sky para John en 1969. Es la primera aparición de Murray en un álbum de Elton John. Además de varios músicos de estudio que también actuaron en el anterior segundo álbum homónimo de John, varias pistas cuentan con músicos de apoyo de la banda Hookfoot, que también fueron sus compañeros de sello DJM Records. El guitarrista de Hookfoot, Caleb Quaye y el baterista Roger Pope también habían aparecido en el álbum Empty Sky de John.
DJM o el distribuidor estadounidense de John, Universal Records, no lanzaron sencillos del álbum en los EE. UU., pero "Country Comfort" (en blanco y negro, "Love Song") se lanzó como sencillo en Australia, Nueva Zelanda y Brasil.

## Obra de arte
La foto de portada envolvente del álbum fue tomada en la estación de tren de Sheffield Park en Sussex, aproximadamente a 30 millas (50 km) al sur de Londres en el Bluebell Railway. El fotógrafo Ian Digby Ovens capturó a John (sentado a la derecha en la foto, pero apareciendo a la izquierda en la portada, que se muestra arriba) y Taupin (de pie a la izquierda, en la contraportada) frente al edificio de finales del siglo XIX, para representar el concepto rural estadounidense del álbum a pesar de la ubicación en inglés. Se tomaron fotos adicionales del interior de un tren en la línea para las notas del álbum y el libreto.
En agosto de 2020, Bluebell Railway anunció que, para conmemorar el 50 aniversario del lanzamiento del álbum, había restaurado la estación para que se viera tal cual como se tomó la foto de portada, dando a las personas la oportunidad de recrear la escena en sus propios fotos.

## Recepción
El álbum alcanzó el puesto número dos en la lista de álbumes del Reino Unido y el número cinco en la lista Billboard 200 de EE. UU. En los Estados Unidos, fue certificado oro en marzo de 1971 y platino en agosto de 1998 por la RIAA. El álbum se vendió muy rápidamente en los EE. UU., debutando en el número 28 en los mejores LP de Billbord, un debut inusualmente alto para un artista nuevo en ese momento, y alcanzó su posición máxima en solo cuatro semanas.
En 2021, el álbum estuvo en la lista de los 500 mejores álbumes de todos los tiempos de la revista Rolling Stone, ocupando el puesto 458.

### Recepción de la crítica
En una reseña posterior para Allmusic, Stephen Thomas Erlewine escribió: "La mitad de las canciones no siguen estructuras de canciones pop convencionales; en cambio, fluyen entre versos y estribillos vagos. Estos experimentos tienen un éxito notable, principalmente porque las letras de Taupin son evocadoras y el sentido melódico de John está en su mejor momento".
Robert Christgau escribió en su Record Guide de 1981: "buenas melodías y malos westerns. ¿Por qué la gente cree que estos últimos califican como poemas cantados?" (Nota: hay una reseña anterior del álbum de Christgau, escrita en 1970 para The Village Voice). En una reseña para Rolling Stone (edición de lujo), David Fricke escribió: "Tumbleweed Connection de 1971 no necesita mejoras; es uno de los mejores álbumes de country-rock jamás escritos por vaqueros de Londres".
Robert Hillburn escribió para Los Angeles Times: "Tumbleweed Connection es ese álbum casi perfecto que los artistas a menudo pasan toda su carrera tratando de producir".  Dave DiMartino escribió para Yahoo! Música: "Un paso adelante de Elton John, un poco más abiertamente comercial... Tumbleweed está bellamente grabado y lleno de canciones muy finas... Roza el estatus de clásico".

## Lista de canciones
Todos los temas por Elton John y Bernie Taupin, excepto B2.
Lado A
1. "Ballad of a Well-Known Gun" – 5:01
2. "Come Down in Time" – 3:26
3. "Country Comfort" – 5:06
4. "Son of Your Father" – 3:50
5. "My Father's Gun" – 6:21

Lado B
1. "Where to Now St. Peter?" – 4:12
2. "Love Song" (Lesley Duncan) – 3:41
3. "Amoreena" – 5:00
4. "Talking Old Soldiers" – 4:07
5. "Burn Down the Mission" – 6:21

### Bonus tracks CD 1995
- "Into the Old Man's Shoes" – 4:02
- "Madman Across the Water" [versión original] – 8:52

### Bonus tracks (Deluxe edition 2008)
- "There Goes a Well Known Gun" (Versión alternativa de "Ballad of a Well-Known Gun") – 3:27
- "Come Down in Time" [Piano demo] – 3:21
- "Country Comfort" [Piano demo] – 4:12
- "Son of Your Father" [Piano demo] – 4:13
- "Talking Old Soldiers" [Piano demo] – 4:13
- "Into the Old Man's Shoes" [Piano demo] – 3:40
- "Sisters of the Cross" (Demo de 1970) – 4:38
- "Madman Across the Water" [Original version] – 8:52
- "Into the Old Man's Shoes" – 4:06
- "My Father's Gun" [BBC session] – 3:43
- "Ballad of a Well-Known Gun" [BBC session] – 4:36
- "Burn Down the Mission" [BBC session] – 6:52
- "Amoreena" [BBC session] –- 5:12

## Certifiaciones
| Región                                    | Certificado | Unidades/ventas |
| ----------------------------------------- | ----------- | --------------- |
| British Phonographic Industry             | Plata       | 60.000          |
| Recording Industry Association of America | Platino     | 1.000.000^      |